# The Whitest Boy Alive
The Whitest Boy Alive est un groupe de rock indépendant allemand, originaire de Berlin. Il est mené par le musicien Erlend Øye, qui est le cofondateur du groupe Kings of Convenience. Pour ce nouveau projet, il est accompagné de Marcin Öz, Sebastian Maschat et Daniel Nentwig.

## Biographie
Le groupe est formé en 2003 à Berlin. Au départ, il s'agit d'un projet de musique électronique, qui s'est très rapidement mué en groupe acoustique, avec de véritables instruments, sans éléments programmés. Ils lancent leur propre label, Bubbles Records, sur lequel ils sortent, en Allemagne, leur premier album studio, Dreams, en juin 2006,,,. 
Leur nouvel album, Rules, est d'abord enregistré pendant deux mois, à la fin 2007, dans un nouveau studio, Glass Cube, qu'un de leurs amis, Adrian Meyer Dentzel, était en train de construire à Punta Burros, dans l'État de Nayarit, au Mexique. Les premiers arrangements sont réalisés, selon Erlend Øye lui-même sur le site whitestboyalive.com, « dans le salon de la maison au milieu des geckos et des papillons. » Les prises durent trois semaines dans le studio tout neuf, et de retour à Berlin le groupe ré-enregistre certains morceaux jusqu'à être satisfait, Erlend ayant la réputation d'être perfectionniste. Le mixage s'effectue à l'automne 2008 à Berlin avec Norman Nietsche, qui avait déjà produit le son de Dreams le premier album. Ce nouveau disque, Rules, est illustré par Geoff McFetridge, et sorti en Europe en mars 2009.
À partir d'avril 2009, le groupe, accompagné du groupe The New Wine, commence sa nouvelle tournée européenne à travers l'Allemagne, la France, le Royaume-Uni, la Suisse, les Pays-Bas, la Belgique, et la Suède. Entre 2009 et 2012, le groupe ne compte pas moins de 180 concerts joués. Le 2 juin 2014, les membres annoncent leur séparation via un communiqué sur leur page Facebook.
En mars 2020, après dix ans d'absence, le groupe sort un nouveau single, Serious, qui a été enregistré et mixé à Buenos Aires en Argentine. Confinés ensemble au Mexique, les membres enregistrent un nouvel album Quarantine at El Ganzo en juillet 2020.

## Membres
- Erlend Øye - guitare, voix
- Marcin Öz - basse
- Sebastian Maschat - batterie
- Daniel Nentwig - Rhodes

## Discographie

### Albums studio
- 2006 : Dreams
- 2009 : Rules
- 2020 : Quarantine at El Ganzo

### Singles
- 2004 : Inflation
- 2006 : Burning (réédité au Royaume-Uni en 2007)